# Panaspis megalurus
Panaspis megalurus là một loài thằn lằn trong họ Scincidae. Loài này được Nieden mô tả khoa học đầu tiên năm 1913.